# キスミントガム
キスミントガムとは江崎グリコから発売されていた菓子（チューインガム）のシリーズ。1987年よりシリーズの発売が始まった。当時はバブル期でもあり、男女交際が盛んになった事や「朝シャン」など若者がエチケットを気にする風潮が広まっていた時代背景から口臭ケアや気分転換のための商品として発売された。
2003年よりウォータリングキスミントが、2010年よりキスミントインスパイアが発売されていた。
2018年10月4日、若者のガム離れにより販売中止が発表された。

## CM

### 出演者
- 吉田栄作
- 早坂好恵
- 森口博子
- 高橋マリ子
- 窪塚洋介
- 杏
- 太田莉菜
- 椎名林檎
- Kis-My-Ft2
- 西木野真姫（μ's）

### 使用楽曲
- LOVE PSYCHEDELICO「Silver dust lane」
- LOVE PSYCHEDELICO「Brown-eyed Joe」
- 東京事変「能動的三分間」（2009年11月17日-）
- 東京事変「勝ち戦」（2010年1月16日-）
- 東京事変「ドーパミント！」（2010年7月27日-）
- 東京事変「空が鳴っている」（2011年2月8日-）
- Kis-My-Ft2「SHE! HER! HER!」（2012年3月-）
- Kis-My-Ft2「キ・ス・ウ・マ・イ〜KISS YOUR MIND〜」
- Kis-My-Ft2「Kiss魂」
- Kis-My-Ft2「ダイスキデス」

## 競合商品
- グリーンガム
- クロレッツ